# János Balázs
János Balázs, 27 de noviembre de 1905 - 18 de marzo, Salgótarján Hungría) del 1977), pintor y poeta húngaro de etnia gitana. Nacido en una familia de músicos gitanos, János Balázs destacó en la pintura y en la poesía ingenua. Su creación artística es única y misteriosa, rica en colores y transmite la expresión de ambas culturas romaní y húngara. Aunque comenzó su carrera artística en sus últimos años, ha alcanzado un lugar entre los más grandes pintores del siglo XX.

## Obras Públicas
- 1971 - Centro Cultural de Attila József, Salgótarján
- 1972 - Centro Cultural de la Metalurgia, Salgótarján
- 1973 - Barrio Centro de la Comunidad, Derecske
- 1977 - Museo Húngaro de Arte Ingenua, Kecskemét
- 1991 - Galería de Mini, Miskolc

## Obras en colecciones públicas
- Museo Húngaro de Arte Ingenua, Kecskemét
- Museo de Historia Nogradi, Salgótarján

## Obra

### Escritura
- Füstölgések (poemas), por edición, Budapest, 1973.
- Ecsettel es Ironnal(biografía y poemas), Corvina de prensa, Budapest, 1977, ISBN 963-13-0181-8

### Literatura
- La vida y el arte, 1977
- Un artista gitano húngaro, 1977
- Magyar Deaksag: Lengua materna y el idioma del Modelo Europeo, 1980
- Arealis Educación Lingüística, 1983
- Introducción de la Lingüística General, 1984
- El Texto, 1985
- Lingüística General: El Lenguaje de la estructura interna y los métodos de investigación lingüística, 1986